# Downton, Wiltshire
Downton är en ort och civil parish i Storbritannien.   Den ligger i grevskapet Wiltshire och riksdelen England, i den södra delen av landet, 130 km sydväst om huvudstaden London. Downton ligger 68 meter över havet och antalet invånare är 2 584.
Terrängen runt Downton är platt. Runt Downton är det ganska tätbefolkat, med 207 invånare per kvadratkilometer. Närmaste större samhälle är Salisbury, 8,8 km nordväst om Downton. I omgivningarna runt Downton växer i huvudsak blandskog.